# Oratorio della Confraternita del Santissimo Sacramento
L'oratorio della Confraternita del Santissimo Sacramento, comunemente chiamato anche cappella dei Morti, è un piccolo edificio religioso con funzioni di ossario del comune di Solaro, nella città metropolitana di Milano. Fu realizzata nei pressi dell'antico cimitero del borgo, dove probabilmente esisteva già un precedente sacello, intorno agli anni 1760, su disegno di Biagio Bellotti da Busto Arsizio.

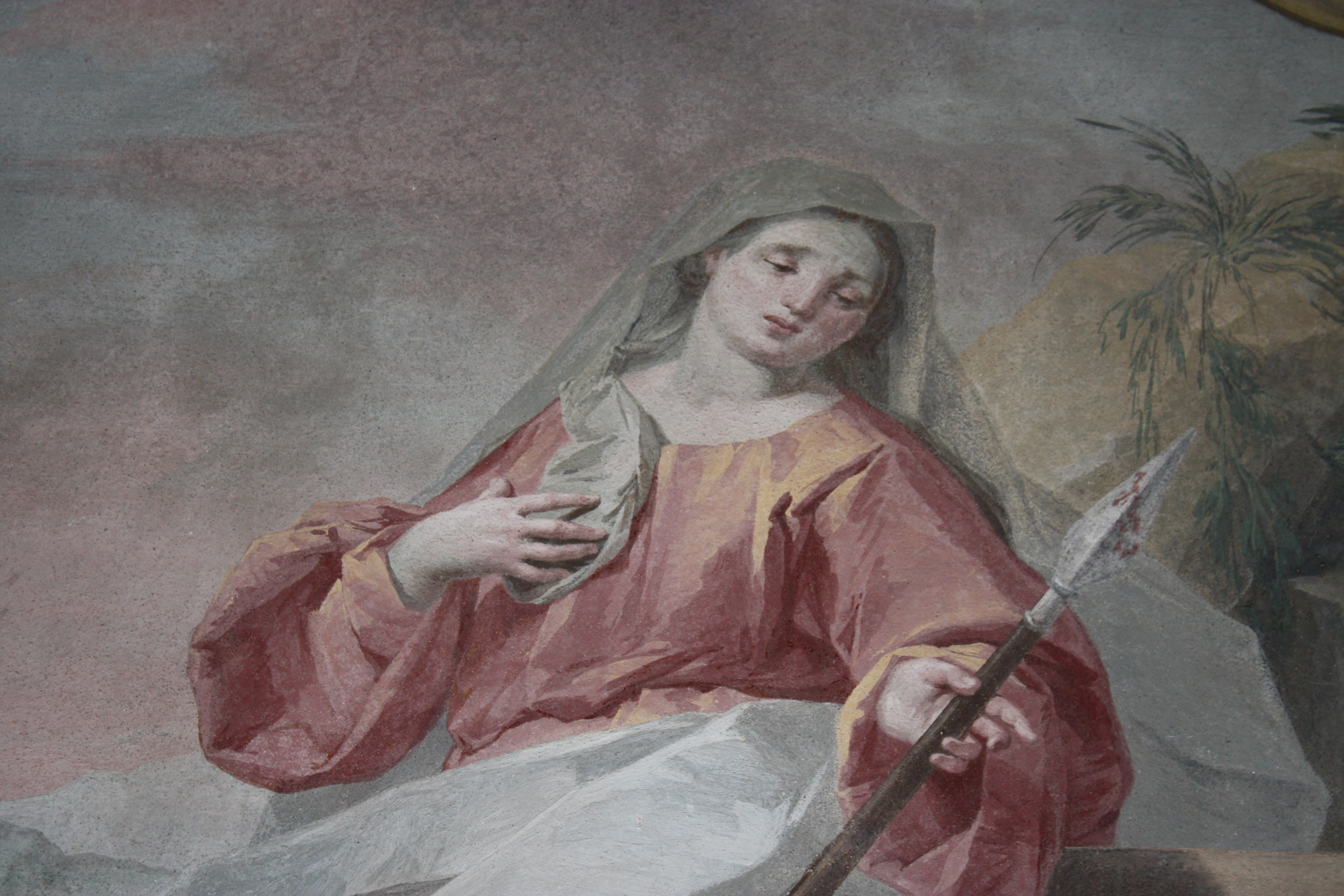
Dettaglio dell'affresco dellAddolorata

Al suo interno, sulla parete di fondo alle spalle dell'altare, si trova un affresco raffigurante l'Addolorata, opera dello stesso Bellotti. La Madonna è raffigurata con i simboli della passione: la lancia, la spugna, i chiodi e i teli bianchi.